# Lyrognathus saltator
Lyrognathus saltator é uma espécie de aranha pertencente à família Theraphosidae (tarântulas).